# Peleus
Peleus (gr. Πηλεύς  Pēleús, łac. Peleus) – w mitologii greckiej król Ftyi w Tesalii, argonauta, ojciec Achillesa.
Uchodził za syna Ajakosa i Endeis. Peleus razem z bratem Telamonem zabił pod wpływem gniewu (w trakcie gry w kości) swojego przyrodniego brata Fokosa syna Pasmanthei, wskutek czego zmuszony był do ucieczki z Eginy. We Ftyi Peleus został oczyszczony ze zbrodni przez Eurytiona i poślubił Antygonę, córkę Eurytiona, którego przypadkowo zabił podczas polowania na dzika kalidońskiego.
Z zabójstwa Eurytiona został oczyszczony w Jolkos przez króla Akastosa. W Peleusie zakochała się żona Akastosa, Astydamia, on jednak odrzucił jej miłość. Urażona Astydamia wysłała do Antygony posłańca z wiadomością, że Peleus ma poślubić córkę Akastosa, Steropeję; usłyszawszy tę wieść, Antygona się powiesiła. Odrzucona Astydamia ponadto oczerniła Peleusa przed mężem, że nastaje na jej cześć. Mściwy Akastos zabrał Peleusa na polowanie na górach Pelion i pozostawił śpiącego podczas napadu centaurów, wcześniej też ukrywając cudowny miecz Peleusa, podarunek Hefajstosa. Centaur Chiron pomógł jednak Peleusowi odzyskać broń i umożliwił mu ucieczkę. Mszcząc się Peleus spustoszył Jolkos i zabił Astydamię, a następnie poćwiartował jej ciało.

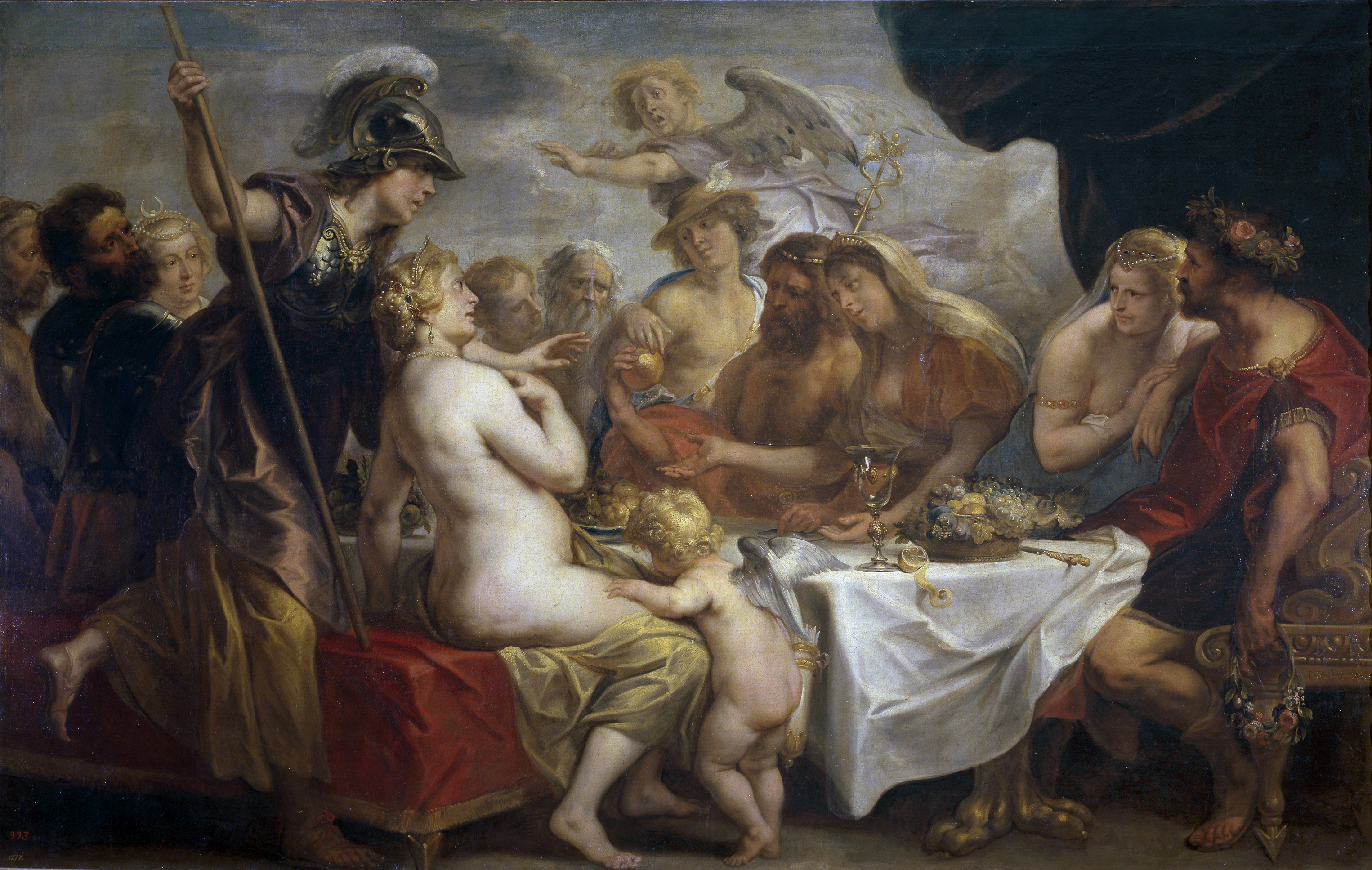
Wesele Peleusa i Tetydy

Po śmierci Antygony poślubił nereidę morską Tetydę, z którą miał syna Achillesa. Na ich wesele przybyli wszyscy bogowie, spośród których Posejdon ofiarował Peleusowi dwa nieśmiertelne konie: Baliosa i Ksantosa. Podczas tej uroczystości niezaproszona Eris – bogini niezgody, rzuciła jabłko z napisem „dla najpiękniejszej”, co doprowadziło do sporu między boginiami rozstrzygniętego ostatecznie przez Parysa.
Chcąc, by jej dzieci (miała ich siedmioro) zyskały nieśmiertelność, Tetyda hartowała ciała niemowląt w ogniu dla pozbycia się odziedziczonych po Peleusie elementów śmiertelnych; sześcioro z nich tego nie przeżyło. Siódme – Achillesa, nacierała ambrozją i zanurzała w rzece Styks. Peleus odkrywszy te zabiegi, zabrał ostatniego potomka i porzucił Tetydę.

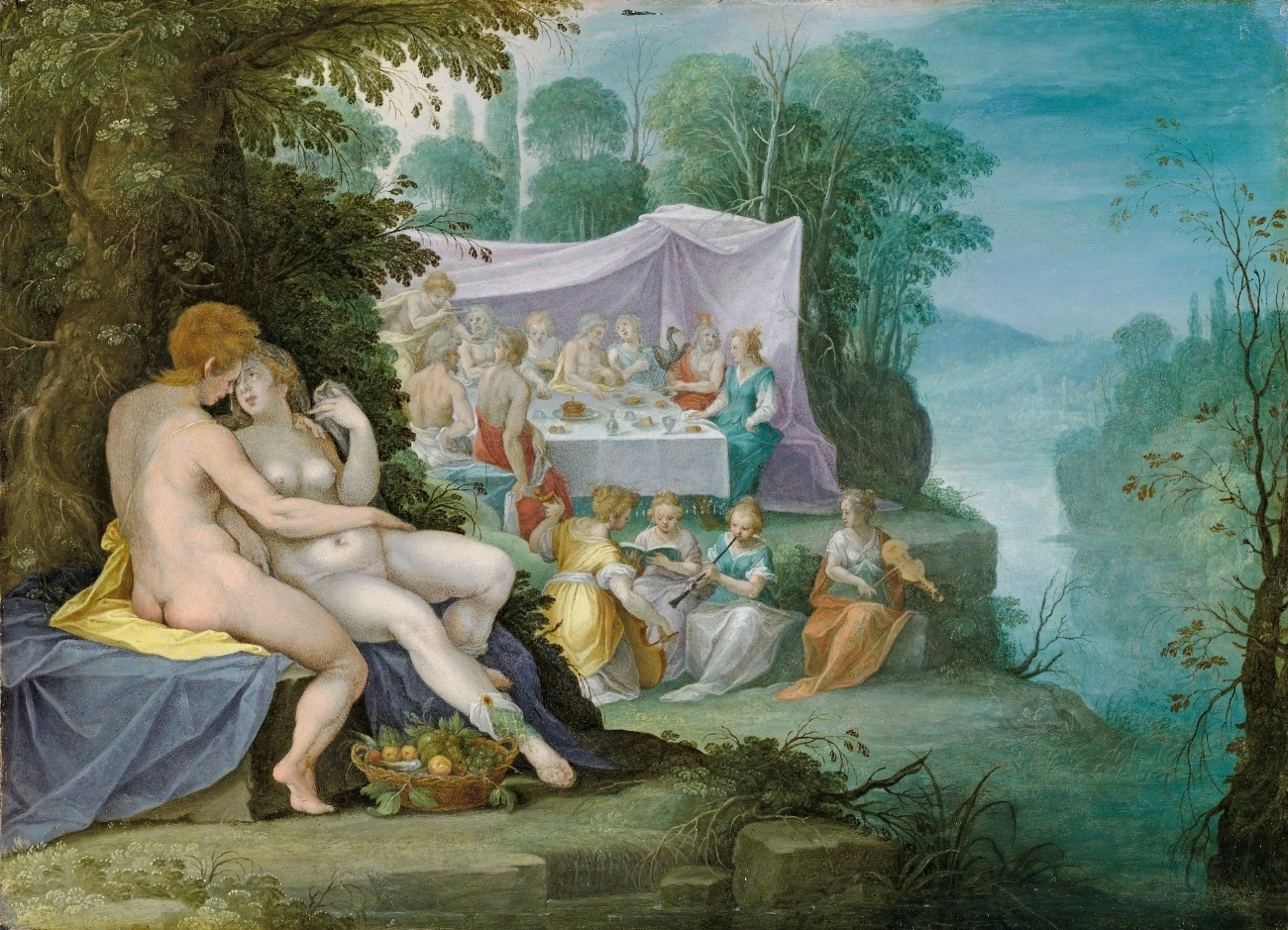
Peleus i Tetyda